# لورينزو بيني سماغي
لورنزو بيني سماغي (بالإيطالية: Lorenzo Bini Smaghi)‏ من مواليد 29 نوفمبر 1956 في فلورنسا هو اقتصادي ومصرفي إيطالي شغل منصب عضو المجلس التنفيذي للبنك المركزي الأوروبي من 2005 إلى 2011. حالياً يشغل منصب رئيس مجلس إدارة سوسيتيه جنرال منذ عام 2015.